# Christopher Bradford
Christopher Bradford (26 juni 1974) is een Australisch voormalig wielrenner.

## Palmares
2003
- Clubkampioenschap

2004
- 1e etappe deel b Tour of the Southern Grampians
- Ararat

2005
- 2e etappe Tour of the Southern Grampians

## Ploegen
2004-Wismilak Cycling Team (vanaf 27/07)

2005-Wismilak Cycling Team